# Dávid Szabó
Dávid Szabó (né le 13 janvier 1990 à Kazincbarcika, dans le comitat de Borsod-Abaúj-Zemplén) est un joueur hongrois de volley-ball. Il mesure 2,02 m et joue attaquant. Il totalise 45 sélections en équipe de Hongrie.

## Clubs
| Club                 | De        | À         |
| -------------------- | --------- | --------- |
| Pallavolo Mantoue    | 2007-2008 | 2007-2008 |
| Blu Volley Vérone    | 2008-2009 | 2008-2009 |
| OK Salonit Anhovo    | 2009-2010 | 2009-2010 |
| Sisley Volley        | 2010-2011 | 2011-2012 |
| Hypo Tirol Innsbrück | 2012-2013 | 2012-2013 |
| Trentino Volley      | 2013-2014 | ...       |

## Palmarès
- Challenge Cup (1)
  - Vainqueur : 2011
- Championnat de Hongrie (1)
  - Vainqueur : 2006
- Coupe de Hongrie (1)
  - Vainqueur : 2006
- Supercoupe d'Italie (1)
  - Vainqueur : 2013